# ヤブツカツクリ
ヤブツカツクリ（藪塚造、Alectura lathami）は、キジ目ツカツクリ科に分類される鳥類の一種。属名の Alectura はギリシア語で「オンドリの尾」を意味し、種小名の lathami はイギリスの鳥類学者ジョン・ラサム (John Latham, 1740-1837) からきている。

## 形態
全長70cmほど (60-70cm)。雌雄同色だが、メスはオスよりやや小さい。頭部は赤褐色で、ほとんど羽毛がない。繁殖期になると、オスの頭部はより鮮やかな赤色になる。黒に近い濃い褐色の羽毛と赤い皮膚が裸出した頸を持つ。胸の部分に黄色い肉垂（繁殖期のオス）がある。北部地域の個体群である少し小形の亜種 A. l. purpureicollis は、この肉垂が紫色みのある白色となる。亜種小名のpurpureicollis は「紫色の頸」を意味する。 

## 分布
オーストラリア北東部から東部。海岸に沿った地域の森林や低木林に生息する。
南オーストラリア州のカンガルー島に移入された。

## 亜種
- A. l. lathami - 基亜種。クイーンズランド州中部からニューサウスウェールズ州[2]。
- A. l. purpureicollis - クイーンズランド州北部[2]（ヨーク岬半島北部[1]）。

## 生態
食性は雑食性であり、落ち葉や腐葉土、土、砂、時には芝生などを脚で後ろに掻き出しながら、地中の昆虫やミミズを捕食する。その他、地面に落ちた果実や種なども食べる。まれに木に登って、木についている実を食べたり、下に落としてから食べることもある。
短い距離なら飛翔することができる。夕方になると枝を飛び移りながら木の上に登って、外敵に襲われにくい場所で休む。

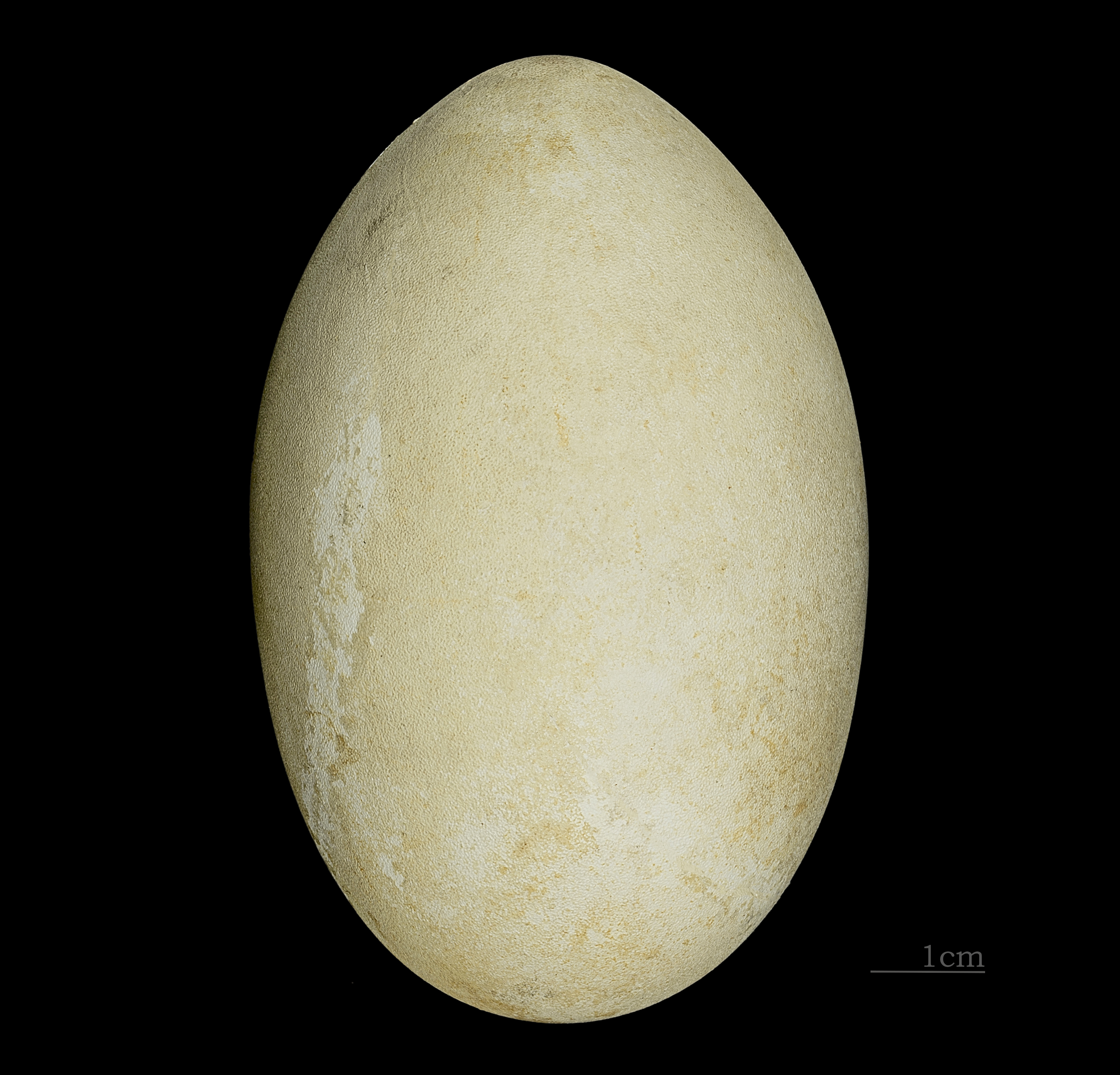
ヤブツカツクリ Alectura lathami の白色の卵（約9.1×6.4cm）

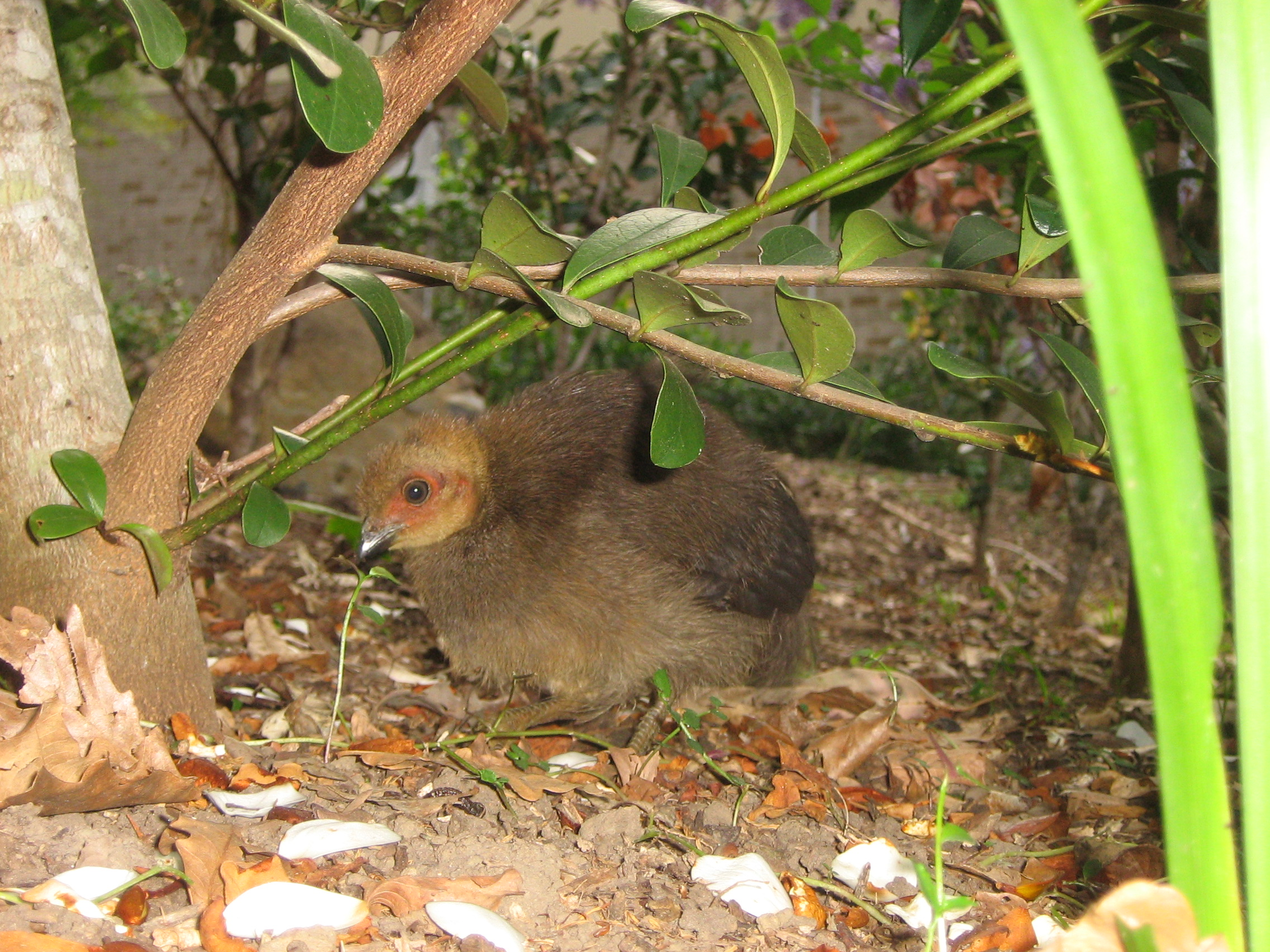
ヤブツカツクリの幼鳥

養卵は抱卵でなく、腐葉で作成する巨大な塚に卵を埋め、発酵熱で温める。塚は通常5-6月にオスが作り始め、直径4m、高さ1-2mにもなる。繁殖期は主に9-3月であり、メスは塚の中に通常15-27個、最大で50個の卵を産む。その後、オスがくちばしで温度を測り腐葉を加減して、塚の温度を33-38度になるよう管理する。しかし、その間、親鳥はずっとつきっきりで塚の管理をしているわけではない。時にはディンゴやオオトカゲの餌になってしまう。またアボリジニが食べることもある。卵は約7週間後に孵化し、幼鳥は自力で腐葉土を掘り起こしながら、塚の外に出てくる。幼鳥は生まれた時から一羽で生活することができ、自分で餌を探す。

## 人間との関係
住宅地でもよく見かけ、あまり人を恐れず、時にはテーブルなどにある人の食物を奪うこともある。また、餌探しのために芝生や花壇を壊してしまうことがあり、庭の管理する際には気をつける必要がある。